# Флаг Ютазинского района
Флаг Ютазинского муниципального района Республики Татарстан Российской Федерации — опознавательно-правовой знак, служащий официальным символом муниципального образования.

## Описание
«Флаг Ютазинского района представляет собой прямоугольное зелёное полотнище с отношением ширины к длине 2:3 и воспроизводящее фигуры герба: примыкающий к нижнему краю узорный голубой купол с белой широкой каймой, на которой изображён сидящий жаворонок, изображённый белым и серым цветами. На фоне голубой части купола вплотную к нижнему краю полотнища жёлтое солнце, видное наполовину».

## Обоснование символики
Флаг района разработан на основе герба, который языком символов и аллегорий отражает географические и экономические особенности Ютазинского района.
Главная фигура — жаворонок, в геральдике символ рассвета, пробуждения, красоты; показывает местоположение района на юго-востоке Республики Татарстан. Жители района первыми встречают восход солнца. Также жаворонок символизирует лучшие качества местных жителей — трудолюбие и упорство в достижении поставленной цели, скромность — его мелодичное звонкое пение слышно на всю округу — а самого не видно в небесной выси.
Символика восходящего солнца в гербе района многозначна: 

жёлтое (золотое) солнце — символ жизни, энергии и тепла; 

также солнце усиливает символику жаворонка, показывая местонахождение района на юго-востоке республики.
Узорный купол напоминает национальные татарские орнаменты и, таким образом, подчёркивает любовь и уважение жителей района к своим местным традициям.
Жёлтый цвет (золото) в геральдике символ богатства, интеллекта, уважения, постоянства.
Белый цвет (серебро) символизирует совершенство, благородство, взаимопонимание.
Зелёный цвет в геральдике — символ надежды, природы, здоровья, жизненного роста. Голубой цвет — символ истины, чести и добродетели.